# 胡江 (1976年)
胡江（1976年2月—），黑龙江齐齐哈尔人，汉族，中国共产党党员。中华人民共和国政治人物、第十三届全国人民代表大会黑龙江省代表。

## 生平
2018年，胡江被选为黑龙江省出席第十三届全国人民代表大会代表。